# Warren, Indiana
Warren är en ort i Huntington County i delstaten Indiana, USA.